# Саганович, Геннадий Николаевич
Генна́дий Никола́евич Сагано́вич (бел. Генадзь Мікалаевіч Сагановіч; 13 января 1961, д. Турная Ивацевичского района Брестской области) — белорусский историк. Кандидат исторических наук (1989), профессор.

## Биография
Родился 13 января 1961 года в деревне Турная Ивацевичского района Брестской области. В 1984 году окончил Минский пединститут, в 1987 году — аспирантуру. Тема диссертации «Кузнечное ремесло Белоруссии XIV — XVIII вв.».
C 1990 года работал научным сотрудником Института истории АН БССР, в 1992—2005 — старшим научным сотрудником Института истории НАН Беларуси.
С 2005 года работает в Европейском гуманитарном университете (Вильнюс), профессор.
Один из основателей и глава Белорусского научно-гуманитарного общества (1987—1992), основатель и главный редактор (с 1994 года) журнала «Беларускі гістарычны агляд» (рус. Белорусский исторический обзор).
Женат, имеет троих детей.

## Научные взгляды и интересы

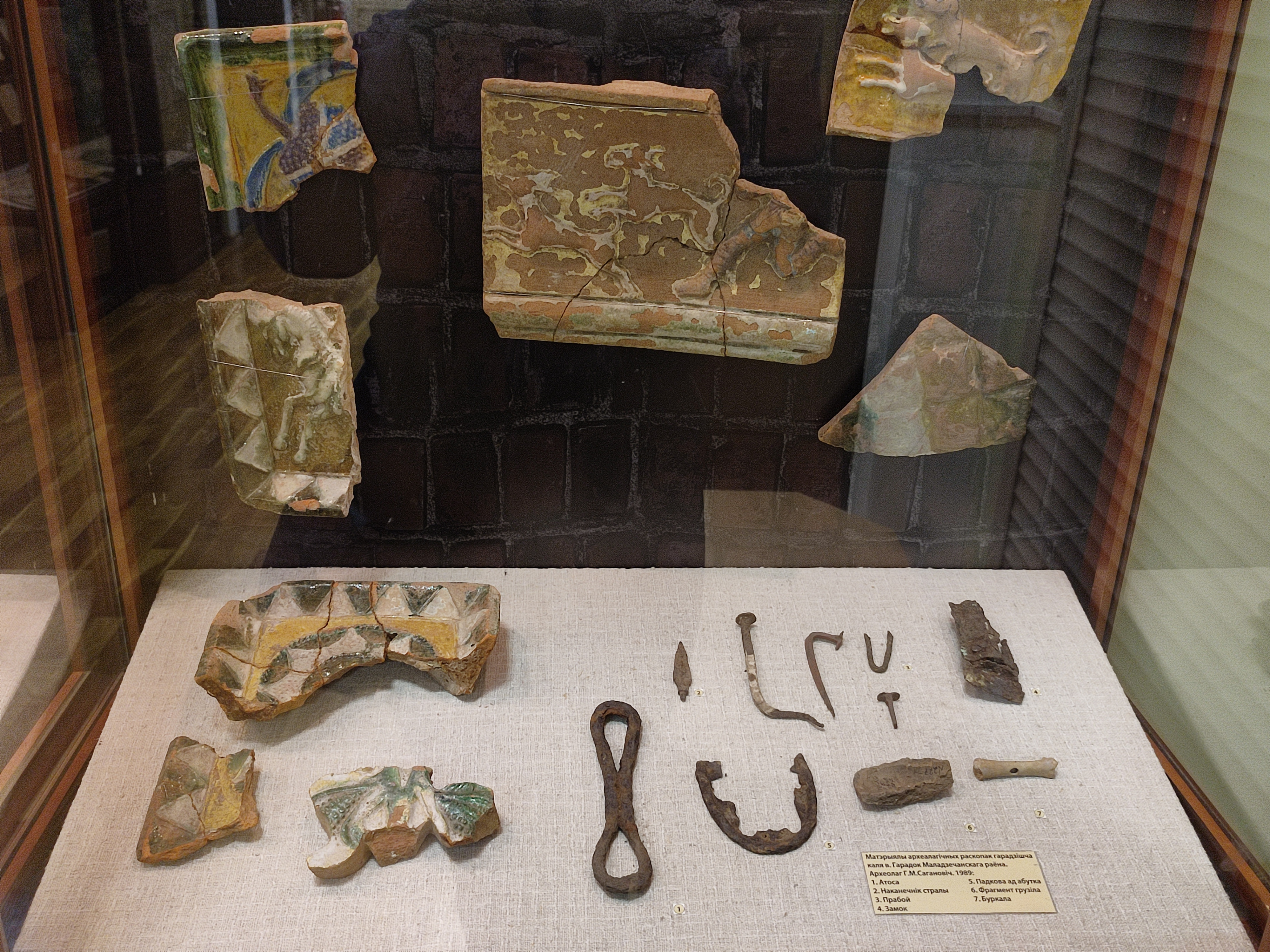
Фрагменты, найденные на раскопках городища в районе деревни Городок Молодечненского района. Археолог Геннадий Саганович, 1989 год.

Автор нескольких книг по истории Великого княжества Литовского и Русского государства. В 1995 году награждён медалью Франциска Богушевича Белорусского ПЕН-центра. Награда журнала «Przegląd Wschodni» (Польша, 2001).

## Критика
Научную ценность книги Сагановича «Невядомая вайна: 1654—1667» оспаривают российские историки О. А. Курбатов и А. Н. Лобин.

Г. Саганович объясняет все просто и понятно: в 1654 г. на территорию ВКЛ вступили несметные рати московитов и начали безжалостно истреблять непокорных жителей, разорять города и села. Обычная бытовая логика легко укладывается в общую картину: войну начали кровожадные московиты, они же устроили геноцид белорусского населения, свидетельство которому — статистика демографических и экономических потерь.

Однако любой профессиональный историк, знакомый с методологией критики исторических источников и с принципами герменевтики, скрупулезно занимающийся данным периодом, обнаружит в книге Сагановича такое количество несостыковок, натяжек, откровенных передергиваний, выборочного цитирования, которое заставит сомневаться в научности «Невядомой вайны». "Грубейшие недочеты в методике исторического исследования, — пишет о книге Г.Сагановича один из рецензентов, упомянутый выше О. А. Курбатов, — особенно в области работы с источниками, вынуждают историка постоянно перепроверять содержащуюся в книге информацию и, следовательно, выводы. Явные политические пристрастия, откровенная идеологическая направленность вряд ли помогут широкому кругу читателей «познать прошлое независимо от политической конъюнктуры»
Впоследствии, сам Саганович признал эту книгу «вступительной», «очень поверхностной» и не стоящей того, чтобы на неё ссылаться. По мнению автора, книга устарела, так как со времени её написания было издано много новых источников и работ по теме, поэтому он считает нужным писать новую книгу, а не переиздавать старую.